# 本町站 (岐阜縣)
本町站（日语：／ Hommachi eki */?）是位於岐阜縣岐阜市本町2丁目，名古屋鐵道岐阜市內線本線（長良線）的電車站（廢站）。
在1946年，此站與矢島町站（日语：／）合併為一座電車站。本條目也會記述該電車站。

## 歷史
在1911年，岐阜市內線的前身美濃電氣軌道開通時，首段開通區間為岐阜站前站至今小町站。同年10月，路線向岐阜舊城區延伸至此站。為了慶祝路線開通至本町，於現時本町一丁目附近設置了慶祝拱門。在開通翌年的1912年，路線繼續延伸至長良川南岸的長良橋站。此站當初位於距離岐阜站前3.0公里的地點。而此站與伊奈波通站之間，於岐阜市矢島町附近曾設有矢島町站。此站與矢島町站在1946年合併，並且遷移至距離岐阜站前2.8公里的地點。後來由於汽車開始普及，使岐阜市內線的客量與業績不理想。隨著於1988年舉行岐阜中部未來博，為了避免阻礙市內的交通，把包含此站在內的徹明町站至長良北町站之間區間被廢除。而此站也同時被廢除。
- 1911年（明治44年）10月7日 - 美濃電氣軌道市內線今小町站（後來與泉町站合併）至此站之間開通，此站啟用[8]。
- 1912年（大正元年）8月28日 - 市內線從此站延伸至長良橋站[8]。
- 1930年（昭和5年）8月20日 - 美濃電氣軌道與名古屋鐵道（第一代。同年中改名為名岐鐵道，在1935年起再改名為名古屋鐵道）合併。成為名古屋鐵道的岐阜市內線電車站[8]。
- 1948年（昭和23年） - 與矢島町站合併[8]。
- 1988年（昭和63年）6月1日 - 岐阜市內線徹明町站至長良北町站之間廢除，此站也同時廢除[8]。

## 電車站構造
截至電車站廢除前，此站是地面車站，設有2面2線的相對式月台。電車站是建於在混合路權軌道上。此站沒有站房。

### 配線圖
| ← 長良北町方向  | 本町站 站內配線略圖 | → 徹明町方向 |
| 图例 参考文献： |                     |              |

## 其他
- 岐阜市內線本線本町站至材木町站至長良橋站之間，共有4處急彎（半徑為40至60米）。因此大型電車不能駛入該區間。直至在1967年（昭和42年）開始使用Mo550形（日语：北陸鉄道モハ2000形電車）前，長久以來都是使用木造兩軸車。

## 相鄰電車站
名古屋鐵道
岐阜市內線
伊奈波通－本町－材木町

## 注腳
1. ↑  . 鄉土出版社. 1997: 31. ISBN 4-87670-097-4.
2. ↑  . 鄉土出版社. 1997: 21. ISBN 4-87670-097-4 （日语）.
3. ↑  . 鄉土出版社. 1997: 35. ISBN 4-87670-097-4 （日语）.
4. ↑  . 鄉土出版社. 1997: 21. ISBN 4-87670-097-4 （日语）.
5. 1 2  今尾惠介（監修）.  7 東海. 新潮社. 2008: 52. ISBN 978-4-10-790025-8 （日语）.
6. ↑  . 鄉土出版社. 1997: 23–25. ISBN 4-87670-097-4 （日语）.
7. ↑  名古屋鉄道広報宣伝部（編）. . 名古屋鐵道. 1994: 571 （日语）.
8. 1 2 3 4 5  . 鄉土出版社. 1997: 218–230. ISBN 4-87670-097-4 （日语）.
9. ↑  電氣車研究會，《鐵道畫刊》通卷第473號 1986年12月 臨時增刊号 「特集 - 名古屋鐵道」，附圖「名古屋鐵道路線略圖」